# Tugidak
Tugidak è un'isola del sottogruppo delle Trinity che fanno parte dell'arcipelago Kodiak e sono situate nel golfo dell'Alaska, (USA). Si trova a sud-ovest della punta meridionale dell'isola Kodiak e ad ovest dell'altra fra le maggiori Trinity: l'isola Sitkinak. Amministrativamente appartiene al Borough di Kodiak Island e ha solo 2 abitanti.
Tugidak ha una superficie di 66,85 km² e il punto più alto è di 38 m. L'isola ha una grande laguna poco profonda vicina alla sua estremità nord-orientale, istituita dallo Stato dell'Alaska come zona protetta della fauna selvatica (Tugidak Island Critical Habitat Area). L'isola è popolata dalle foche ed è luogo di nidificazione di numerose specie di uccelli marini.